# یرتولا
یرتولا (به لاتین: Yertula) یک منطقهٔ مسکونی در تاجیکستان است که در ولایت سغد واقع شده‌است.